# بزينان (دودانغة)
بزينان (بالفارسية: بزینان) هي منطقة سكنية تقع في إيران في قسم دودانغة الریفي. يقدر عدد سكانها بـ 38 نسمة.